# ساتوشی تسومابوکی
ساتوشی تسومابوکی (Satoshi Tsumabuki (妻夫木聡 Tsumabuki Satoshi)؛ زادهٔ ۱۳ دسامبر ۱۹۸۰) هنرپیشه، خواننده و نوازندهٔ بیس اهل ژاپن است.
از فیلم‌هایی که وی در آن نقش داشته است، می‌توان به آدم‌کش و مجموعه مانگای دورورو اشاره کرد.